# 吹越站
吹越站（日语：／ Fukkoshi eki */?）是位於青森縣上北郡橫濱町，屬於東日本旅客鐵道（JR東日本）的大湊線車站。

## 歷史
- 1943年（昭和18年）3月20日：車站啟用。
- 1987年（昭和62年）4月1日：伴隨國鐵分割民營化，車站由東日本旅客鐵道（JR東日本）營運[1]。

## 車站構造
此站是設有1面1線單式月台的地面車站，並且僅在月台上設置候車室。此站是由大湊站管理的無人車站。

## 車站周邊
- 國道279號 (日本)
- 吹越簡易郵局
- 下久保商店

## 相鄰車站
東日本旅客鐵道（JR東日本）
■大湊線
□快速「下北」
通過
■普通
有戶－吹越－陸奧橫濱

## 注腳
1. ↑  『交通年鑑 昭和63年版』 交通協力會，1988年3月。

## 外部連結
- 車站資訊（吹越）：東日本旅客鐵道（日語）